# Nowa Iwaniwka (Bolhrad)
Nowa Iwaniwka (ukrainisch Нова Іванівка; russisch Новая Ивановка Nowaja Iwanowka, rumänisch Ivăneștii-Noui) ist ein Dorf in der ukrainischen Oblast Odessa mit etwa 1600 Einwohnern.

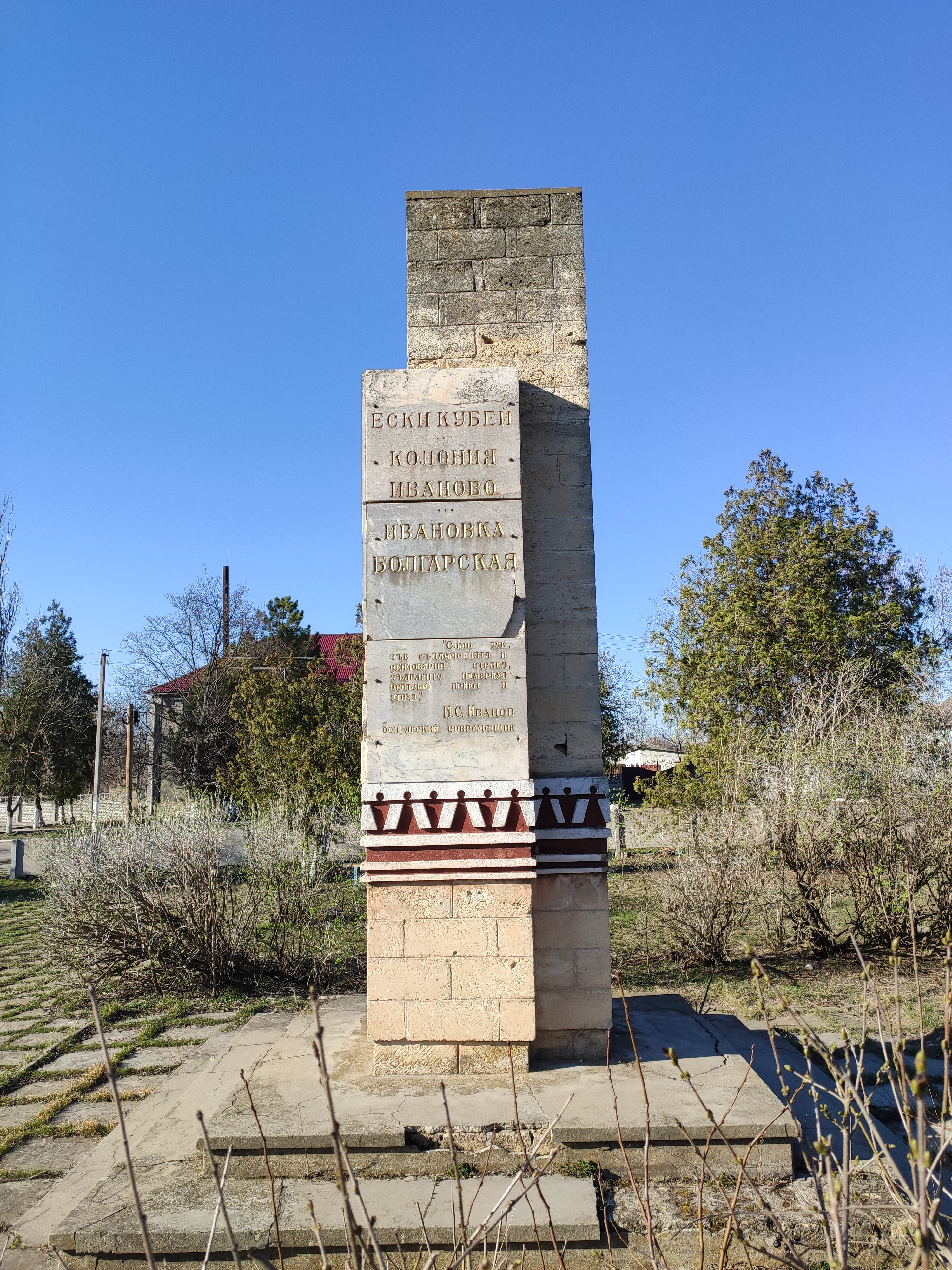
Denkmal in Kamjanske

Die Ortschaft liegt am linken Ufer des Kyrhysch-Kytaj (Киргиж-Китай) an der Territorialstraße T-1645, 44 Kilometer nordöstlich vom Rajonszentrum Bolhrad und 142 Kilometer vom Oblastzentrum Odessa entfernt, das ehemalige Rajonzentrum Arzys befindet sich 44 Kilometer östlich.
Das 1821 von bulgarischen Siedlern gegründete Dorf trug bis 1940 den Namen Iwaniwka-Bolhradska (Іванівка-Болгарська) oder Iwaneschty-Nou (Іванешти-Ной). Zwischen 1940 und 1962 war der Ort das Zentrum des gleichnamigen Rajons Nowa Iwaniwka (Новоіванівський район/Nowoiwaniwskyj rajon).
Am 12. Juni 2020 wurde das Dorf ein Teil der Stadtgemeinde Arzys; bis dahin bildete es die gleichnamige Landratsgemeinde Nowa Iwaniwka (Новоіванівська сільська рада/Nowoiwaniwska silska rada) im Westen des Rajons Arzys.
Seit dem 17. Juli 2020 ist es ein Teil des Rajons Bolhrad.